# Libythea narina
Libythea narina är en fjärilsart som beskrevs av Jean Baptiste Godart 1819. Libythea narina ingår i släktet Libythea och familjen praktfjärilar. Inga underarter finns listade i Catalogue of Life.